# Galafura e Covelinhas
Galafura e Covelinhas (llamada oficialmente União das Freguesias de Galafura e Covelinhas) es una freguesia portuguesa del municipio de Peso da Régua, distrito de Vila Real.

## Historia
Fue creada el 28 de enero de 2013 en aplicación de una resolución de la Asamblea de la República de Portugal promulgada el 16 de enero de 2013 con la unión de las freguesias de Covelinhas y Galafura, pasando su sede a estar situada en la antigua freguesia de Galafura.

## Demografía
| Gráfica de evolución demográfica de Galafura e Covelinhas entre 2011 y 2021 |
|                                                                             |
| Datos según el nomenclátor publicado por el INE portugués.                  |